# Lista de canções surpresa na The Eras Tour

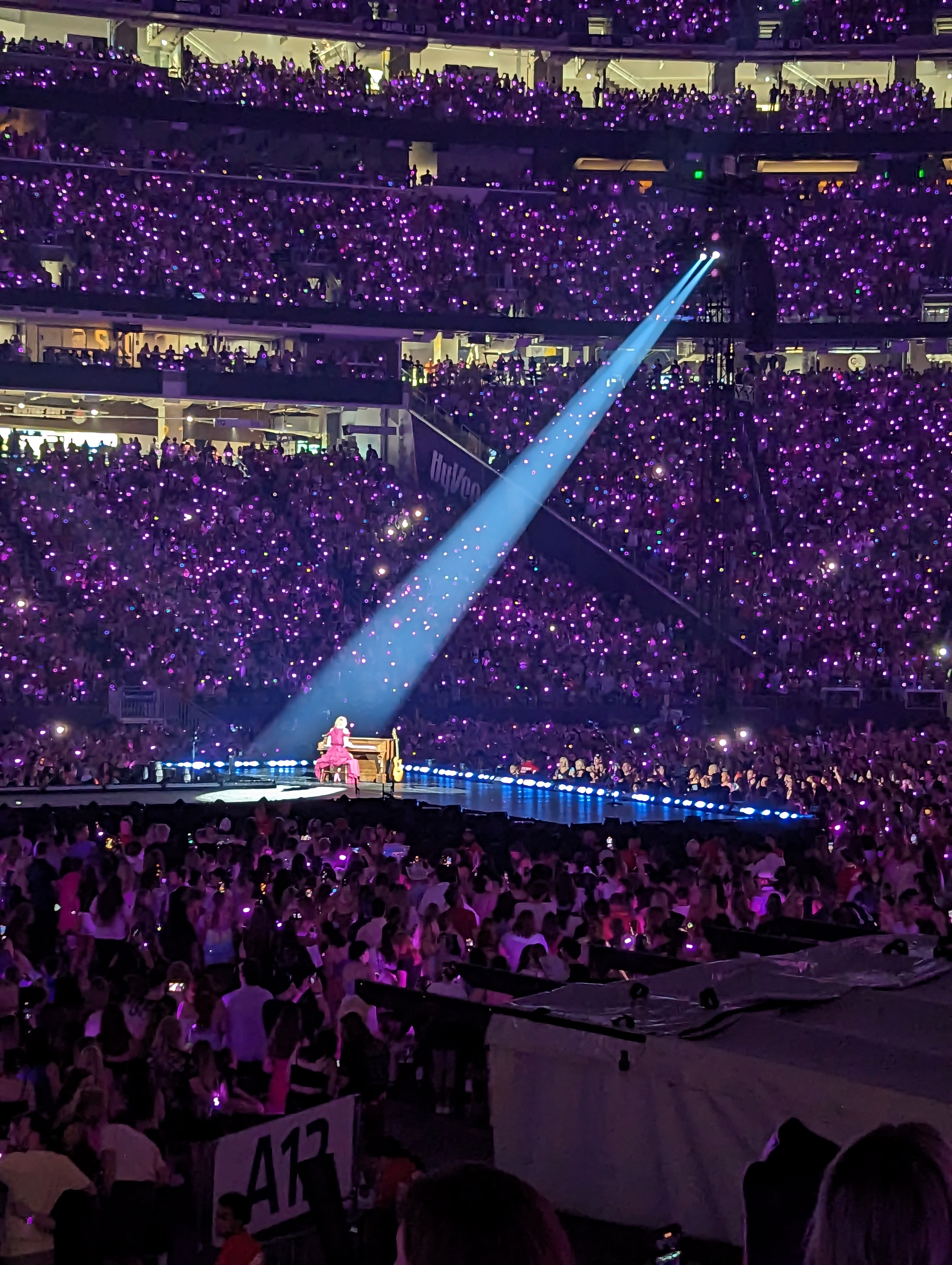
Swift apresentando "Daylight" como canção surpresa durante um show em Minneapolis em 24 de junho de 2023.

Esta é a lista das canções surpresa na The Eras Tour, sexta turnê mundial da artista musical estadunidense Taylor Swift. Com 149 apresentações em cinco continentes, a turnê teve início em 17 de março de 2023, no State Farm Stadium em Glendale, Arizona, nos Estados Unidos, e foi concluída em 8 de dezembro de 2024, no BC Place em Vancouver, no Canadá.
O repertório da The Eras Tour incluiu mais de 40 canções, organizadas em 10 atos distintos que representam conceitualmente todos os álbuns de estúdio de Swift. No ato acústico, que ocorria entre o oitavo e décimo ato do show, eram apresentadas duas faixas de sua discografia como "canções surpresa", podendo variar entre canções inéditas, mashups, algumas já performadas anteriormente e canções de artistas convidados por Swift – a primeira no violão e a segundo no piano. Até o último show de 2023, em São Paulo, Swift mantinha uma regra que evitava a repetição das músicas já apresentadas no ato e reiniciaria todas no primeiro show de 2024. Posteriormente, durante o segundo show em Melbourne, a cantora anunciou o fim da regra que impedia essa repetição, anunciando que iria performar qualquer música, fosse ela inédita ou repetida.

## Canções surpresa

### 2023
| Data (2023)                | Cidade                     | País                       | Local                           | Canções surpresa                                                | Canções surpresa                    |
| Data (2023)                | Cidade                     | País                       | Local                           | Violão                                                          | Piano                               |
| Etapa 1 — América do Norte | Etapa 1 — América do Norte | Etapa 1 — América do Norte | Etapa 1 — América do Norte      | Etapa 1 — América do Norte                                      | Etapa 1 — América do Norte          |
| -------------------------- | -------------------------- | -------------------------- | ------------------------------- | --------------------------------------------------------------- | ----------------------------------- |
| 17 de março                | Glendale                   | Estados Unidos             | State Farm Stadium              | "Mirrorball"                                                    | "Tim McGraw"                        |
| 18 de março                | Glendale                   | Estados Unidos             | State Farm Stadium              | "This Is Me Trying"                                             | "State of Grace"                    |
| 24 de março                | Paradise                   | Estados Unidos             | Allegiant Stadium               | "Our Song"                                                      | "Snow on the Beach"                 |
| 25 de março                | Paradise                   | Estados Unidos             | Allegiant Stadium               | "Cowboy Like Me" (com Marcus Mumford)                           | "White Horse"                       |
| 31 de março                | Arlington                  | Estados Unidos             | AT&T Stadium                    | "Sad Beautiful Tragic"                                          | "Ours"                              |
| 1 de abril                 | Arlington                  | Estados Unidos             | AT&T Stadium                    | "Death by a Thousand Cuts"                                      | "Clean"                             |
| 2 de abril                 | Arlington                  | Estados Unidos             | AT&T Stadium                    | "Jump Then Fall"                                                | "The Lucky One"                     |
| 13 de abril                | Tampa                      | Estados Unidos             | Raymond James Stadium           | "Speak Now"                                                     | "Treacherous"                       |
| 14 de abril                | Tampa                      | Estados Unidos             | Raymond James Stadium           | "The Great War" (com Aaron Dessner)                             | "You're on Your Own, Kid"           |
| 15 de abril                | Tampa                      | Estados Unidos             | Raymond James Stadium           | "Mad Woman" (com Dessner)                                       | "Mean"                              |
| 21 de abril                | Houston                    | Estados Unidos             | NRG Stadium                     | "Wonderland"                                                    | "You're Not Sorry"                  |
| 22 de abril                | Houston                    | Estados Unidos             | NRG Stadium                     | "A Place in This World"                                         | "Today Was a Fairytale"             |
| 23 de abril                | Houston                    | Estados Unidos             | NRG Stadium                     | "Begin Again"                                                   | "Cold as You"                       |
| 28 de abril                | Atlanta                    | Estados Unidos             | Mercedes-Benz Stadium           | "The Other Side of the Door"                                    | "Coney Island"                      |
| 29 de abril                | Atlanta                    | Estados Unidos             | Mercedes-Benz Stadium           | "High Infidelity"                                               | "Gorgeous"                          |
| 30 de abril                | Atlanta                    | Estados Unidos             | Mercedes-Benz Stadium           | "I Bet You Think About Me"                                      | "How You Get the Girl"              |
| 5 de maio                  | Nashville                  | Estados Unidos             | Nissan Stadium                  | "Sparks Fly"                                                    | "Teardrops on My Guitar"            |
| 6 de maio                  | Nashville                  | Estados Unidos             | Nissan Stadium                  | "Out of the Woods"                                              | "Fifteen"                           |
| 7 de maio                  | Nashville                  | Estados Unidos             | Nissan Stadium                  | "Would've, Could've, Should've" (com Dessner)                   | "Mine"                              |
| 12 de maio                 | Filadélfia                 | Estados Unidos             | Lincoln Financial Field         | "Gold Rush"                                                     | "Come Back... Be Here"              |
| 13 de maio                 | Filadélfia                 | Estados Unidos             | Lincoln Financial Field         | "Forever & Always"                                              | "This Love"                         |
| 14 de maio                 | Filadélfia                 | Estados Unidos             | Lincoln Financial Field         | "Hey Stephen"                                                   | "The Best Day"                      |
| 19 de maio                 | Foxborough                 | Estados Unidos             | Gillette Stadium                | "Should've Said No"                                             | "Better Man"                        |
| 20 de maio                 | Foxborough                 | Estados Unidos             | Gillette Stadium                | "Question...?"                                                  | "Invisible"                         |
| 21 de maio                 | Foxborough                 | Estados Unidos             | Gillette Stadium                | "I Think He Knows"                                              | "Red"                               |
| 26 de maio                 | East Rutherford            | Estados Unidos             | MetLife Stadium                 | "Getaway Car" (com Jack Antonoff)                               | "Maroon"                            |
| 27 de maio                 | East Rutherford            | Estados Unidos             | MetLife Stadium                 | "Holy Ground"                                                   | "False God"                         |
| 28 de maio                 | East Rutherford            | Estados Unidos             | MetLife Stadium                 | "Welcome to New York"                                           | "Clean"                             |
| 2 de junho                 | Chicago                    | Estados Unidos             | Soldier Field                   | "I Wish You Would"                                              | "The Lakes"                         |
| 3 de junho                 | Chicago                    | Estados Unidos             | Soldier Field                   | "You All Over Me" (com Maren Morris)                            | "I Don't Wanna Live Forever"        |
| 4 de junho                 | Chicago                    | Estados Unidos             | Soldier Field                   | "Hits Different"                                                | "The Moment I Knew"                 |
| 9 de junho                 | Detroit                    | Estados Unidos             | Ford Field                      | "Haunted"                                                       | "I Almost Do"                       |
| 10 de junho                | Detroit                    | Estados Unidos             | Ford Field                      | "All You Had to Do Was Stay"                                    | "Breathe"                           |
| 16 de junho                | Pittsburgh                 | Estados Unidos             | Acrisure Stadium                | "Mr. Perfectly Fine"                                            | "The Last Time"                     |
| 17 de junho                | Pittsburgh                 | Estados Unidos             | Acrisure Stadium                | "Seven" (com Dessner)                                           | "The Story of Us"                   |
| 23 de junho                | Minneapolis                | Estados Unidos             | U.S. Bank Stadium               | "Paper Rings"                                                   | "If This Was a Movie"               |
| 24 de junho                | Minneapolis                | Estados Unidos             | U.S. Bank Stadium               | "Dear John"                                                     | "Daylight"                          |
| 30 de junho                | Cincinnati                 | Estados Unidos             | Paycor Stadium                  | "I'm Only Me When I'm with You"                                 | "Evermore"                          |
| 1 de julho                 | Cincinnati                 | Estados Unidos             | Paycor Stadium                  | "Ivy" (com Dessner)/"I Miss You, I'm Sorry" (com Gracie Abrams) | "Call It What You Want"             |
| 7 de julho                 | Kansas City                | Estados Unidos             | GEHA Field at Arrowhead Stadium | "Never Grow Up"                                                 | "When Emma Falls in Love"           |
| 8 de julho                 | Kansas City                | Estados Unidos             | GEHA Field at Arrowhead Stadium | "Last Kiss"                                                     | "Dorothea"                          |
| 14 de julho                | Denver                     | Estados Unidos             | Empower Field at Mile High      | "Picture to Burn"                                               | "Timeless"                          |
| 15 de julho                | Denver                     | Estados Unidos             | Empower Field at Mile High      | "Starlight"                                                     | "Back to December"                  |
| 22 de julho                | Seattle                    | Estados Unidos             | Lumen Field                     | "This Is Why We Can't Have Nice Things"                         | "Everything Has Changed"            |
| 23 de julho                | Seattle                    | Estados Unidos             | Lumen Field                     | "Message in a Bottle"                                           | "Tied Together with a Smile"        |
| 28 de julho                | Santa Clara                | Estados Unidos             | Levi's Stadium                  | "Right Where You Left Me" (com Dessner)                         | "Castles Crumbling"                 |
| 29 de julho                | Santa Clara                | Estados Unidos             | Levi's Stadium                  | "Stay Stay Stay"                                                | "All of the Girls You Loved Before" |
| 3 de agosto                | Inglewood                  | Estados Unidos             | SoFi Stadium                    | "I Can See You"                                                 | "Maroon"                            |
| 4 de agosto                | Inglewood                  | Estados Unidos             | SoFi Stadium                    | "Our Song"                                                      | "You Are in Love"                   |
| 5 de agosto                | Inglewood                  | Estados Unidos             | SoFi Stadium                    | "Death by a Thousand Cuts"                                      | "You're on Your Own, Kid"           |
| 7 de agosto                | Inglewood                  | Estados Unidos             | SoFi Stadium                    | "Dress"                                                         | "Exile"                             |
| 8 de agosto                | Inglewood                  | Estados Unidos             | SoFi Stadium                    | "I Know Places"                                                 | "King of My Heart"                  |
| 9 de agosto                | Inglewood                  | Estados Unidos             | SoFi Stadium                    | "New Romantics"                                                 | "New Year's Day"                    |
| Etapa 2 — América Latina   |                            |                            |                                 |                                                                 |                                     |
| 24 de agosto               | Cidade do México           | México                     | Foro Sol                        | "I Forgot That You Existed"                                     | "Sweet Nothing"                     |
| 25 de agosto               | Cidade do México           | México                     | Foro Sol                        | "Tell Me Why"                                                   | "Snow on the Beach"                 |
| 26 de agosto               | Cidade do México           | México                     | Foro Sol                        | "Cornelia Street"                                               | "You're on Your Own, Kid"           |
| 27 de agosto               | Cidade do México           | México                     | Foro Sol                        | "Afterglow"                                                     | "Maroon"                            |
| 9 de novembro              | Buenos Aires               | Argentina                  | Estádio River Plate             | "The Very First Night"                                          | "Labyrinth"                         |
| 11 de novembro             | Buenos Aires               | Argentina                  | Estádio River Plate             | "Is It Over Now?" / "Out of the Woods"                          | "End Game"                          |
| 12 de novembro             | Buenos Aires               | Argentina                  | Estádio River Plate             | "Better Than Revenge"                                           | "'Slut!'"                           |
| 17 de novembro             | Rio de Janeiro             | Brasil                     | Estádio Olímpico Nilton Santos  | "Stay Beautiful"                                                | "Suburban Legends"                  |
| 19 de novembro             | Rio de Janeiro             | Brasil                     | Estádio Olímpico Nilton Santos  | "Dancing with Our Hands Tied"                                   | "Bigger Than the Whole Sky"         |
| 20 de novembro             | Rio de Janeiro             | Brasil                     | Estádio Olímpico Nilton Santos  | "Me!"                                                           | "So It Goes..."                     |
| 24 de novembro             | São Paulo                  | Brasil                     | Allianz Parque                  | "Now That We Don't Talk"                                        | "Innocent"                          |
| 25 de novembro             | São Paulo                  | Brasil                     | Allianz Parque                  | "Safe & Sound"                                                  | "Untouchable"                       |
| 26 de novembro             | São Paulo                  | Brasil                     | Allianz Parque                  | "Say Don't Go"                                                  | "It's Time to Go"                   |

### 2024
| Data (2024)                | Cidade                  | País                    | Local                         | Canções surpresa                                                              | Canções surpresa                                                          |
| Data (2024)                | Cidade                  | País                    | Local                         | Violão                                                                        | Piano                                                                     |
| Etapa 3 — Ásia-Pacífico    | Etapa 3 — Ásia-Pacífico | Etapa 3 — Ásia-Pacífico | Etapa 3 — Ásia-Pacífico       | Etapa 3 — Ásia-Pacífico                                                       | Etapa 3 — Ásia-Pacífico                                                   |
| -------------------------- | ----------------------- | ----------------------- | ----------------------------- | ----------------------------------------------------------------------------- | ------------------------------------------------------------------------- |
| 7 de fevereiro             | Tóquio                  | Japão                   | Tokyo Dome                    | "Dear Reader"                                                                 | "Holy Ground"                                                             |
| 8 de fevereiro             | Tóquio                  | Japão                   | Tokyo Dome                    | "Eyes Open"                                                                   | "Electric Touch"                                                          |
| 9 de fevereiro             | Tóquio                  | Japão                   | Tokyo Dome                    | "Superman"                                                                    | "The Outside"                                                             |
| 10 de fevereiro            | Tóquio                  | Japão                   | Tokyo Dome                    | "Come in with the Rain"                                                       | "You're on Your Own, Kid"                                                 |
| 16 de fevereiro            | Melbourne               | Austrália               | Melbourne Cricket Ground      | "Red"                                                                         | "You're Losing Me"                                                        |
| 17 de fevereiro            | Melbourne               | Austrália               | Melbourne Cricket Ground      | "Getaway Car" / "August" / "The Other Side of the Door"                       | "This Is Me Trying"                                                       |
| 18 de fevereiro            | Melbourne               | Austrália               | Melbourne Cricket Ground      | "Come Back... Be Here" / "Daylight"                                           | "Teardrops on My Guitar"                                                  |
| 23 de fevereiro            | Sydney                  | Austrália               | Accor Stadium                 | "How You Get the Girl"                                                        | "White Horse" / "Coney Island" (com Sabrina Carpenter)                    |
| 24 de fevereiro            | Sydney                  | Austrália               | Accor Stadium                 | "Should've Said No" / "You're Not Sorry"                                      | "New Year's Day" / "Peace"                                                |
| 25 de fevereiro            | Sydney                  | Austrália               | Accor Stadium                 | "Is It Over Now?" / "I Wish You Would"                                        | "Haunted" / "Exile"                                                       |
| 26 de fevereiro            | Sydney                  | Austrália               | Accor Stadium                 | "Would've, Could've, Should've" / "Ivy"                                       | "Forever & Always" / "Maroon"                                             |
| 2 de março                 | Singapura               | Singapura               | Estádio Nacional de Singapura | "Mine" / "Starlight"                                                          | "I Don't Wanna Live Forever" / "Dress"                                    |
| 3 de março                 | Singapura               | Singapura               | Estádio Nacional de Singapura | "Long Story Short" / "The Story of Us"                                        | "Clean" / "Evermore"                                                      |
| 4 de março                 | Singapura               | Singapura               | Estádio Nacional de Singapura | "Foolish One" / "Tell Me Why"                                                 | "This Love" / "Call It What You Want"                                     |
| 7 de março                 | Singapura               | Singapura               | Estádio Nacional de Singapura | "Death by a Thousand Cuts" / "Babe"                                           | "Fifteen" / "You're on Your Own, Kid"                                     |
| 8 de março                 | Singapura               | Singapura               | Estádio Nacional de Singapura | "Sparks Fly" / "Gold Rush"                                                    | "False God" / "'Slut!'"                                                   |
| 9 de março                 | Singapura               | Singapura               | Estádio Nacional de Singapura | "Tim McGraw" / "Cowboy Like Me"                                               | "Mirrorball" / "Epiphany"                                                 |
| Etapa 4 — Europa           |                         |                         |                               |                                                                               |                                                                           |
| 9 de maio                  | Nanterre                | França                  | Paris La Défense Arena        | "Paris"                                                                       | "Loml"                                                                    |
| 10 de maio                 | Nanterre                | França                  | Paris La Défense Arena        | "Is It Over Now?" / "Out of the Woods"                                        | "My Boy Only Breaks His Favorite Toys"                                    |
| 11 de maio                 | Nanterre                | França                  | Paris La Défense Arena        | "Hey Stephen"                                                                 | "Maroon"                                                                  |
| 12 de maio                 | Nanterre                | França                  | Paris La Défense Arena        | "The Alchemy" / "Treacherous"                                                 | "Begin Again" / "Paris"                                                   |
| 17 de maio                 | Estocolmo               | Suécia                  | Friends Arena                 | "I Think He Knows" / "Gorgeous"                                               | "Peter"                                                                   |
| 18 de maio                 | Estocolmo               | Suécia                  | Friends Arena                 | "Guilty as Sin?"                                                              | "Say Don't Go" / "Welcome to New York" / "Clean"                          |
| 19 de maio                 | Estocolmo               | Suécia                  | Friends Arena                 | "Message in a Bottle" / "How You Get the Girl" / "New Romantics"              | "How Did It End?"                                                         |
| 24 de maio                 | Lisboa                  | Portugal                | Estádio da Luz                | "Come Back... Be Here" / "The Way I Loved You" / "The Other Side of the Door" | "Fresh Out the Slammer" / "High Infidelity"                               |
| 25 de maio                 | Lisboa                  | Portugal                | Estádio da Luz                | "The Tortured Poets Department" / "Now That We Don't Talk"                    | "You're on Your Own, Kid" / "Long Live"                                   |
| 29 de maio                 | Madrid                  | Espanha                 | Estádio Santiago Bernabéu     | "Sparks Fly" / "I Can Fix Him (No Really I Can)"                              | "I Look in People's Windows" / "Snow on the Beach"                        |
| 30 de maio                 | Madrid                  | Espanha                 | Estádio Santiago Bernabéu     | "Our Song" / "Jump Then Fall"                                                 | "King of My Heart"                                                        |
| 2 de junho                 | Lyon                    | França                  | Groupama Stadium              | "The Prophecy" / "Long Story Short"                                           | "Fifteen" / "You're on Your Own, Kid"                                     |
| 3 de junho                 | Lyon                    | França                  | Groupama Stadium              | "Glitch" / "Everything Has Changed"                                           | "Chloe or Sam or Sophia or Marcus"                                        |
| 7 de junho                 | Edimburgo               | Escócia                 | Murrayfield Stadium           | "Would've, Could've, Should've" / "I Know Places"                             | "'Tis the Damn Season" / "Daylight"                                       |
| 8 de junho                 | Edimburgo               | Escócia                 | Murrayfield Stadium           | "The Bolter" / "Getaway Car"                                                  | "All of the Girls You Loved Before" / "Crazier"                           |
| 9 de junho                 | Edimburgo               | Escócia                 | Murrayfield Stadium           | "It's Nice to Have a Friend" / "Dorothea"                                     | "Haunted" / "Exile"                                                       |
| 13 de junho                | Liverpool               | Inglaterra              | Anfield                       | "I Can See You" / "Mine"                                                      | "Cornelia Street" / "Maroon"                                              |
| 14 de junho                | Liverpool               | Inglaterra              | Anfield                       | "This Is What You Came For" / "Gold Rush"                                     | "The Great War" / "You're Losing Me"                                      |
| 15 de junho                | Liverpool               | Inglaterra              | Anfield                       | "Carolina" / "No Body, No Crime"                                              | "The Manuscript" / "Red"                                                  |
| 18 de junho                | Cardiff                 | País de Gales           | Principality Stadium          | "I Forgot That You Existed" / "This Is Why We Can't Have Nice Things"         | "I Hate It Here" / "The Lakes"                                            |
| 21 de junho                | Londres                 | Inglaterra              | Estádio de Wembley            | "Hits Different" / "Death by a Thousand Cuts"                                 | "The Black Dog" / "Come Back... Be Here" / "Maroon"                       |
| 22 de junho                | Londres                 | Inglaterra              | Estádio de Wembley            | "Thank You Aimee" / "Mean"                                                    | "Castles Crumbling" (com Hayley Williams)                                 |
| 23 de junho                | Londres                 | Inglaterra              | Estádio de Wembley            | "Us" (com Abrams)                                                             | "Out of the Woods" / "Is It Over Now?" / "Clean"                          |
| 28 de junho                | Dublin                  | Irlanda                 | Aviva Stadium                 | "State of Grace" / "You're on Your Own, Kid"                                  | "Sweet Nothing" / "Hoax"                                                  |
| 29 de junho                | Dublin                  | Irlanda                 | Aviva Stadium                 | "The Albatross" / "Dancing with Our Hands Tied"                               | "This Love" / "Ours"                                                      |
| 30 de junho                | Dublin                  | Irlanda                 | Aviva Stadium                 | "Clara Bow" / "The Lucky One"                                                 | "You're on Your Own, Kid"                                                 |
| 4 de julho                 | Amesterdão              | Países Baixos           | Johan Cruijff Arena           | "Guilty as Sin?" / "Untouchable"                                              | "The Archer" / "Question...?"                                             |
| 5 de julho                 | Amesterdão              | Países Baixos           | Johan Cruijff Arena           | "Imgonnagetyouback" / "Dress"                                                 | "You Are in Love" / "Cowboy Like Me"                                      |
| 6 de julho                 | Amesterdão              | Países Baixos           | Johan Cruijff Arena           | "Sweeter Than Fiction" / "Holy Ground"                                        | "Mary's Song (Oh My My My)" / "So High School" / "Everything Has Changed" |
| 9 de julho                 | Zurique                 | Suíça                   | Estádio Letzigrund            | "Right Where You Left Me" / "All You Had to Do Was Stay"                      | "Last Kiss" / "Sad Beautiful Tragic"                                      |
| 10 de julho                | Zurique                 | Suíça                   | Estádio Letzigrund            | "Closure" / "A Perfectly Good Heart"                                          | "Robin" / "Never Grow Up"                                                 |
| 13 de julho                | Milão                   | Itália                  | San Siro                      | "The 1" / "Wonderland"                                                        | "I Almost Do" / "The Moment I Knew"                                       |
| 14 de julho                | Milão                   | Itália                  | San Siro                      | "Mr. Perfectly Fine" / "Red"                                                  | "Getaway Car" / "Out of the Woods"                                        |
| 17 de julho                | Gelsenkirchen           | Alemanha                | Veltins-Arena                 | "Superstar" / "Invisible String"                                              | "'Slut!'" / "False God"                                                   |
| 18 de julho                | Gelsenkirchen           | Alemanha                | Veltins-Arena                 | "Speak Now" / "Hey Stephen"                                                   | "This Is Me Trying" / "Labyrinth"                                         |
| 19 de julho                | Gelsenkirchen           | Alemanha                | Veltins-Arena                 | "Paper Rings" / "Stay Stay Stay"                                              | "It's Time to Go" / "Better Man"                                          |
| 23 de julho                | Hamburgo                | Alemanha                | Volksparkstadion              | "Teardrops on My Guitar" / "The Last Time"                                    | "We Were Happy" / "Happiness"                                             |
| 24 de julho                | Hamburgo                | Alemanha                | Volksparkstadion              | "The Last Great American Dynasty" / "Run"                                     | "Nothing New" / "Dear Reader"                                             |
| 27 de julho                | Munique                 | Alemanha                | Olympiastadion                | "Fresh Out the Slammer" / "You Are in Love"                                   | "Ivy" / "Call It What You Want"                                           |
| 28 de julho                | Munique                 | Alemanha                | Olympiastadion                | "I Don't Wanna Live Forever" / "Imgonnagetyouback"                            | "Loml" / "Don't You"                                                      |
| 1 de agosto                | Varsóvia                | Polónia                 | PGE Narodowy                  | "Mirrorball" / "Clara Bow"                                                    | "Suburban Legends" / "New Year's Day"                                     |
| 2 de agosto                | Varsóvia                | Polónia                 | PGE Narodowy                  | "I Can Fix Him (No Really I Can)" / "I Can See You"                           | "Red" / "Maroon"                                                          |
| 3 de agosto                | Varsóvia                | Polónia                 | PGE Narodowy                  | "Today Was a Fairytale" / "I Think He Knows"                                  | "The Black Dog" / "Exile"                                                 |
| 15 de agosto               | Londres                 | Inglaterra              | Estádio de Wembley            | "Everything Has Changed" / "End Game" / "Thinking Out Loud" (com Ed Sheeran)  | "King of My Heart" / "The Alchemy"                                        |
| 16 de agosto               | Londres                 | Inglaterra              | Estádio de Wembley            | "London Boy"                                                                  | "Dear John" / "Sad Beautiful Tragic"                                      |
| 17 de agosto               | Londres                 | Inglaterra              | Estádio de Wembley            | "I Did Something Bad"                                                         | "My Boy Only Breaks His Favorite Toys" / "Coney Island"                   |
| 19 de agosto               | Londres                 | Inglaterra              | Estádio de Wembley            | "Long Live" / "Change"                                                        | "The Archer" / "You're on Your Own, Kid"                                  |
| 20 de agosto               | Londres                 | Inglaterra              | Estádio de Wembley            | "Death by a Thousand Cuts" / "Getaway Car" (com Antonoff)                     | "So Long, London"                                                         |
| Etapa 5 — América do Norte |                         |                         |                               |                                                                               |                                                                           |
| 18 de outubro              | Miami                   | Estados Unidos          | Hard Rock Stadium             | "Tim McGraw" / "Timeless"                                                     | "This Is Me Trying" / "Daylight"                                          |
| 19 de outubro              | Miami                   | Estados Unidos          | Hard Rock Stadium             | "Should've Said No" / "I Did Something Bad"                                   | "Loml" / "White Horse"                                                    |
| 20 de outubro              | Miami                   | Estados Unidos          | Hard Rock Stadium             | "Out of the Woods" / "All You Had to Do Was Stay"                             | "Mirrorball" / "Guilty as Sin?"                                           |
| 25 de outubro              | Nova Orleães            | Estados Unidos          | Caesars Superdome             | "Our Song" / "Call It What You Want"                                          | "The Black Dog" / "Haunted"                                               |
| 26 de outubro              | Nova Orleães            | Estados Unidos          | Caesars Superdome             | "Espresso" / "Is It Over Now?" / "Please Please Please" (com Carpenter)       | "Hits Different" / "Welcome to New York"                                  |
| 27 de outubro              | Nova Orleães            | Estados Unidos          | Caesars Superdome             | "Afterglow" / "Dress"                                                         | "How You Get the Girl" / "Clean"                                          |
| 1 de novembro              | Indianápolis            | Estados Unidos          | Lucas Oil Stadium             | "The Albatross" / "Holy Ground"                                               | "Cold as You" / "Exile"                                                   |
| 2 de novembro              | Indianápolis            | Estados Unidos          | Lucas Oil Stadium             | "The Prophecy" / "This Love"                                                  | "Maroon" / "Cowboy Like Me"                                               |
| 3 de novembro              | Indianápolis            | Estados Unidos          | Lucas Oil Stadium             | "Cornelia Street" / "The Bolter"                                              | "Death by a Thousand Cuts" / "The Great War"                              |
| 14 de novembro             | Toronto                 | Canadá                  | Rogers Centre                 | "My Boy Only Breaks His Favorite Toys" / "This Why We Can't Have Nice Things" | "False God" / "'Tis the Damn Season"                                      |
| 15 de novembro             | Toronto                 | Canadá                  | Rogers Centre                 | "I Don't Wanna Live Forever" / "Mine"                                         | "Evermore" / "Peter"                                                      |
| 16 de novembro             | Toronto                 | Canadá                  | Rogers Centre                 | "Us." / "Out of the Woods" (com Abrams)                                       | "You're on Your Own, Kid" / "Long Story Short"                            |
| 21 de novembro             | Toronto                 | Canadá                  | Rogers Centre                 | "Mr. Perfectly Fine" / "Better Than Revenge"                                  | "State of Grace" / "Labyrinth"                                            |
| 22 de novembro             | Toronto                 | Canadá                  | Rogers Centre                 | "Ours" / "The Last Great American Dynasty"                                    | "Cassandra" / "Mad Woman" / "I Did Something Bad"                         |
| 23 de novembro             | Toronto                 | Canadá                  | Rogers Centre                 | "Sparks Fly" / "Message in a Bottle"                                          | "You're Losing Me" / "How Did It End?"                                    |
| 6 de dezembro              | Vancouver               | Canadá                  | BC Place                      | "Haunted" / "Wonderland"                                                      | "Never Grow Up" / "The Best Day"                                          |
| 7 de dezembro              | Vancouver               | Canadá                  | BC Place                      | "I Love You, I'm Sorry" / "Last Kiss" (com Abrams)                            | "The Tortured Poets Department" / "Maroon"                                |
| 8 de dezembro              | Vancouver               | Canadá                  | BC Place                      | "A Place in This World" / "New Romantics"                                     | "Long Live" / "New Year's Day" / "The Manuscript"                         |